# Escola Secundária Maria Amália Vaz de Carvalho
A Escola Secundária Maria Amália Vaz de Carvalho é uma escola de ensino secundário localizada na rua Rodrigo da Fonseca, em Lisboa.
Criada em 1885, as suas primeiras instalações situavam-se em Alfama, no Largo do Contador-Mor. É dirigida atualmente pelo professor Nuno da Cruz Baião.

## Primeiros anos

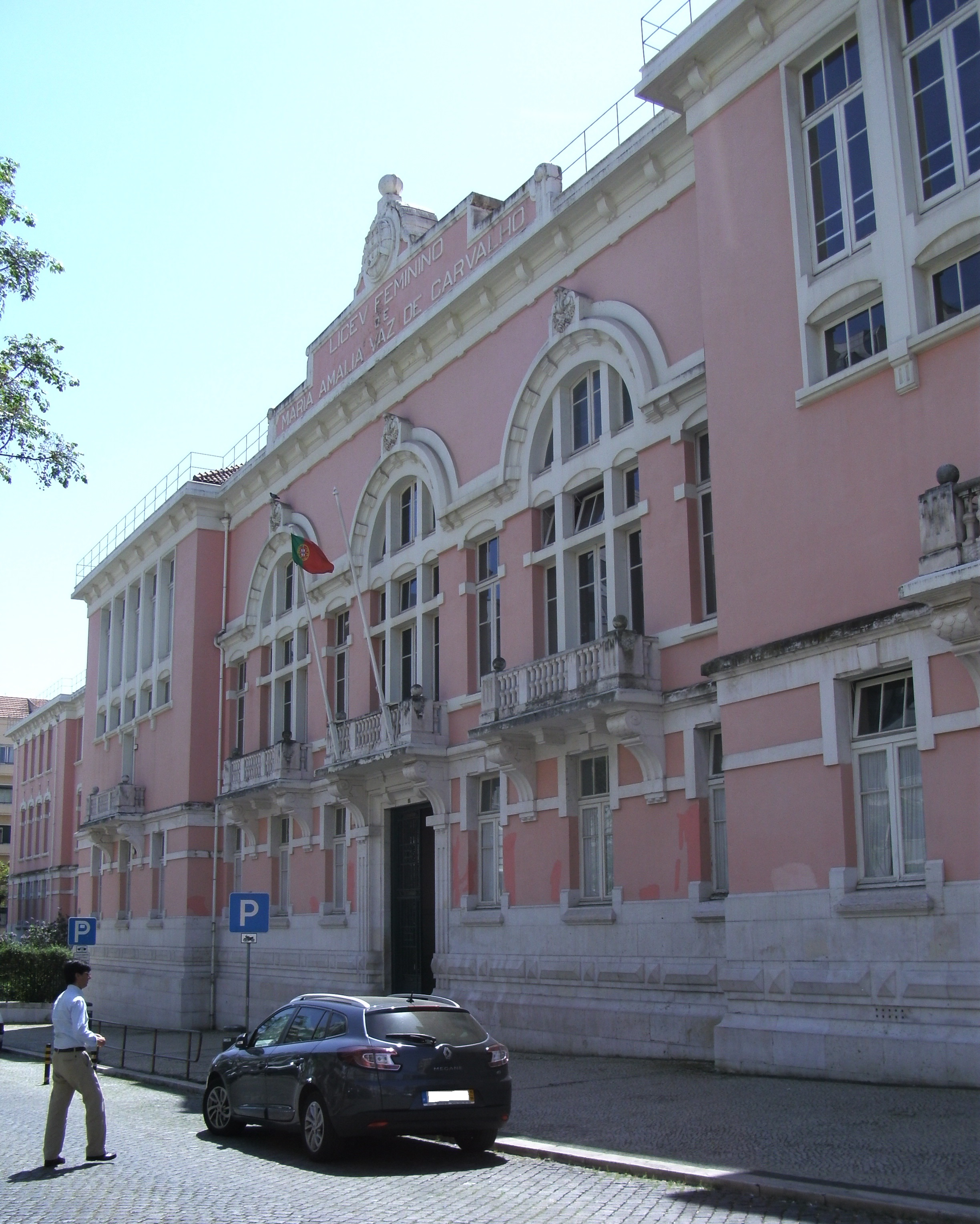
Liceu Maria Amália Vaz de Carvalho, em Lisboa

Inicialmente, esta escola designava-se por Escola D. Maria Pia, em homenagem à rainha D. Maria Pia de Saboia, e era direccionada para o ensino feminino tendo, no seu início, cerca de 45 alunas inscritas. Os primeiros cursos ministrados eram os lavores, tipografia, telegrafia e escrituração comercial.
Em 1906, e depois de insistência por parte dos professores Caetano Pinto e Domitila de Carvalho, a escola passou ao estatuto de liceu feminino, por decreto do rei D. Carlos I.
Em 1911, o liceu é transferido para o Palácio Valadares, no Largo do Carmo, no Chiado. Com o contínuo crescimento, o liceu passa à categoria de Liceu Central, podendo, assim, oferecer cursos complementares; esta mudança dá-se em 1917, por decreto de Sidónio Pais. O estabelecimento muda de nome para Liceu Central de Almeida Garrett.

## Durante o Estado Novo
Em 1933, após alguns anos de luta para ver alterada as suas instalações para umas maiores, o liceu muda-se para as instalações actuais (2008), na rua Rodrigo da Fonseca, passando a chamar-se de Liceu Feminino Maria Amália Vaz de Carvalho no que constituiu uma homenagem a esta prosadora, poetisa e activista feminina do final do século XIX. Este novo edifício foi desenhado pelo arquitecto Ventura Terra.

## Depois do 25 de Abril
Com a revolução do 25 de Abril, o liceu deixou de ser exclusivamente feminino, tanto em relação aos alunos, como ao pessoal docente, auxiliar e administrativo. A sua designação deixa de ser Liceu, passando a ser Escola Secundária.

## Presente
Atualmente é uma escola que acolhe todo o tipo de alunos, incluindo alunos com limitações visuais, tendo um gabinete de educação especial para os mesmos.
Em 2007, algumas das cenas da famosa telenovela juvenil da TVI "Morangos com Açúcar", na sua 5.ª série, passaram a ser gravadas nas instalações da escola.
Em maio de 2021, tornou-se a primeira escola a receber a certificação da Bandeira de Ética, numa cerimónia que contou com a presença do Ministro da Educação, Tiago Brandão Rodrigues, e do Secretário de Estado da Juventude e Desporto, João Paulo Rebelo.
A Escola Secundária Maria Amália Vaz de Carvalho mantém há várias décadas uma parceria com o projeto educativo do Estabelecimento Prisional de Lisboa, na qual assegura o nível secundário de ensino.